# Цоколёвка
Цоколёвка («распино́вка») или разво́дка вы́водов — описание каждого вывода электрического соединения в электронной аппаратуре или изделии электронной техники, например: соединителя, полупроводникового прибора, микросхемы. Цоколёвка необходима для задач сборки и ремонта электронных устройств, содержащих несколько выводов.
Цоколёвка может быть представлена в виде чертежа или таблицы. Описание обычно включает номер вывода, краткое наименование, и другие параметры — такие, как цвет оболочки провода, функциональное назначение, электрические характеристики. На чертеже, там где это необходимо, разъясняют сторону соединения (например, изображён ли соединитель со стороны кабеля или со стороны подключаемого устройства).